# Archidiocèse de Patna
L’Archidiocèse de Patna est une circonscription ecclésiastique de l’Église catholique dans le Bihar, un état dans l’Inde du Nord. Une ancienne mission des pères capucins au Tibet qui s’est déplacée en Inde du Nord devient Vicariat de Patna en 1886. Érigé en diocèse en 1919 et confié aux jésuites américains, le diocèse devient archidiocèse métropolitain en 1999, regroupant l’ensemble des diocèses de l’état du Bihar, dont Patna est la capitale. 
L'archidiocèse couvre 12 districts civils du Bihar: Aurangabad, Bhabhua, Bhojpur, Buxar, Gaya, Jehanabad, Nalanda, Nawada, Patna, Rohtas, Sheikhpura et Munger. Tous les diocèses du Bihar, c’est-à-dire Bettiah, Bhaghalpur, Buxar, Muzaffarpur et Purnea (en) lui sont suffragants. Les quelque 58000 catholiques sont groupés en 35 paroisses. L’archevêque actuel (2014) en est Mgr William D’Souza.  

## Histoire
La préfecture apostolique du Tibet-Hindoustan créée en 1703 est confiée eux missionnaires capucins qui y œuvrent à partir de 1707, y succédant aux Jésuites, dont le célèbre tibétologue Ippolito Desideri. Une vague de persécutions religieuses les obligent en 1745 à se retirer au Népal, à Katmandou, où ils sont d’abord bien reçus. 
La conquête de la vallée de Katmandou par l’unificateur du Népal, Prithvi Narayan, peu sympathique aux chrétiens, modifie la situation. La mission du Népal est abandonnée. En  1769 les Capucins, accompagnés de l’ensemble de la petite communauté chrétienne népalie, descendent en Inde du Nord et s’établissent à Chuhari, près de Bettiah.
La mission du Tibet-Hindoustan est érigée en vicariat en 1812, et bientôt un vicariat indépendant à Patna, en 1827, couvrant un territoire d’Inde du Nord allant de Bettiah au Sikkim, y compris le Népal (bien que fermé à toute présence chrétienne). Le prêtre capucin Anastasius Hartmann en est le premier vicaire apostolique.  
Lorsque la hiérarchie catholique sur l’ensemble du territoire des Indes britanniques est érigée en 1886 le vicariat de Patna est rattaché au diocèse d'Allahabad (en).  Le 10 septembre 1919 un décret de Benoît XV divise le diocèse d’Allahabad en deux : Patna devient un diocèse. Il est confié aux missionnaires jésuites américains. Louis Van Hoeck, consacré en 1921, en est le premier évêque. 
Avec l’arrivée en 1938 des missionnaires américains du Tiers-Ordre Régulier [TOR] le travail prend de l’ampleur : de nombreuses missions, paroisses et écoles sont créées. Ce qui fait que Bhagalpur devient une préfecture (1956) puis diocèse (1965) confié aux missionnaires américains. Avec la fondation du collège jésuite de Katmandou par le père Marshall Moran (1951) le Népal s’ouvre lentement à l’influence extérieure et, détaché de Patna, devient 'Mission sui iuris'. En 1980 le diocèse de Muzaffarpur est érigé par séparation de Patna. 
Lorsque l’état du Bihar est divisé en deux – Bihar et Jharkhand –  les diocèses du Bihar sont rassemblés en une province ecclésiastique avec Patna (capitale du Bihar) comme archidiocèse métropolitain (16 mars 1999). Mgr Benedict J. Osta en est le premier archevêque.

## Supérieurs ecclésiastiques

### Vicaires apostoliques
- 1845-1854 : Anastasius Hartmann, capucin, (à partir de 1849 est également vicaire apostolique de Bombay)
- 1854-1860 : Atanasio Zuber, capucin, démissionnaire
- 1860-1866 : Anastasius Hartmann, capucin,
- 1868-1880 : Paul Tosi, capucin, Nommé vicaire apostolique du Punjab.
- 1881-1886 : Francis Vincent Pesci, capucin, nommé évêque d’Allahabad.

 (le vicariat est rattaché au diocèse d'Allahabad (en))

### Évêques de Patna
- 1920-1928 : Louis Van Hoeck, jésuite, nommé évêque de Ranchi.
- 1929-1946 : Bernard J. Sullivan, jésuite, démissionnaire
- 1946-1980 : Augustine F. Wildermuth, jésuite, démissionnaire
- 1980-1999 : Benedict J. Osta, jésuite

### Archevêques de Patna
- 1999-2007 : Benedict J. Osta, jésuite, démissionnaire
- 2007-     :  William D’Souza, jésuite. 
  - 2018 - : Sebastian Kallupura archevêque coadjuteur[1]